# Domingo Henares
Domingo Henares Minh O.P. (1765 - 1838) là một Giám mục Thừa sai người Tây Ban Nha của Giáo hội Công giáo Rôma đã tử đạo và được Giáo hội Công giáo Rôma tuyên Hiển thánh vào ngày 19 tháng 6 năm 1988.

## Tiểu sử
Thánh Domingo Henares Minh sinh ngày 19 tháng 12 năm 1765, tại Baena, Tây Ban Nha. Ngày 30 tháng 8 năm 1783, chàng trai trẻ Henares gia nhập Dòng Đa Minh. Sau quá trình tu học dài hạn tại các cơ sở chủng viện theo quy định của Giáo luật, ngày 18 tháng 9 năm 1790, Phó tế Henares 25 tuổi, tiến đến việc được truyền chức linh mục.
Sau 10 năm làm linh mục, ngày 9 tháng 9 năm 1800, Tòa Thánh bổ nhiệm linh mục Domingo Henares bổ nhiệm làm Giám mục, với vị trí Giám mục hiệu tòa Phessa, vị trí Giám mục Phó Đại diện Tông Tòa Hạt Đại diện Tông Tòa Đông Đàng Ngoài, nay thuộc Việt Nam. Gần ba năm sau, ngày 9 tháng 1 năm 1803, lễ tấn phong cho tân giám mục được cử hành, với vị chủ phong là Giám mục Ignacio Clemente Delgado Cebrián, O.P., Đại diện Tông Tòa Đông Đàng Ngoài.
Ngày 25 tháng 6 năm 1838, Giám mục Domingo Henares Minh tử đạo, thọ 73 tuổi. Giáo hội Công giáo Rôma tôn phong ông lên bậc Chân phước ngày 27 tháng 5 năm 1900, sau đó tuyên Hiển thánh vào ngày 19 tháng 6 năm 1988.